# X Games de Invierno Aspen 2020
La XXIV edición de los X Games de Invierno se celebró en Aspen (Estados Unidos) entre el 22 y el 25 de enero de 2020 bajo la organización de la empresa de televisión ESPN.
Se disputaron pruebas de esquí acrobático y snowboard.

## Medallistas de esquí acrobático

### Masculino
| Evento       | Oro                            | Plata                       | Bronce                  |
| ------------ | ------------------------------ | --------------------------- | ----------------------- |
| Big air      | Henrik Harlaut · Suecia        | Birk Ruud · Noruega         | Andri Ragettli · Suiza  |
| Slopestyle   | Colby Stevenson Estados Unidos | Evan McEachran · Canadá     | Fabian Bösch · Suiza    |
| Superpipe    | Alex Ferreira Estados Unidos   | Aaron Blunck Estados Unidos | Brendan Mackay · Canadá |
| Knuckle huck | Colby Stevenson Estados Unidos | —                           | —                       |

### Femenino
| Evento     | Oro                   | Plata                    | Bronce                       |
| ---------- | --------------------- | ------------------------ | ---------------------------- |
| Big air    | Tess Ledeux Francia   | Mathilde Gremaud · Suiza | Sarah Höfflin · Suiza        |
| Slopestyle | Kelly Sildaru Estonia | Sarah Höfflin · Suiza    | Maggie Voisin Estados Unidos |
| Superpipe  | Kelly Sildaru Estonia | Rachael Karker · Canadá  | Cassie Sharpe · Canadá       |

## Medallistas de snowboard

### Masculino
| Evento            | Oro                        | Plata                     | Bronce                        |
| ----------------- | -------------------------- | ------------------------- | ----------------------------- |
| Big air           | Maxence Parrot · Canadá    | Mark McMorris · Canadá    | Sven Thorgren · Suecia        |
| Slopestyle        | Darcy Sharpe · Canadá      | Mons Røisland · Noruega   | Redmond Gerard Estados Unidos |
| Superpipe         | Scott James Australia      | Yuto Totsuka Japón        | Jan Scherrer · Suiza          |
| Superpipe session | Taylor Gold Estados Unidos | Jake Pates Estados Unidos | Toby Miller Estados Unidos    |
| Rail Jam          | Jesse Paul Estados Unidos  | Darcy Sharpe · Canadá     | Sven Thorgren · Suecia        |
| Knuckle huck      | Zeb Powell Estados Unidos  | —                         | —                             |

### Femenino
| Evento     | Oro                           | Plata                  | Bronce                 |
| ---------- | ----------------------------- | ---------------------- | ---------------------- |
| Big air    | Miyabi Onitsuka Japón         | Kokomo Murase Japón    | Reira Iwabuchi Japón   |
| Slopestyle | Jamie Anderson Estados Unidos | Laurie Blouin · Canadá | Kokomo Murase Japón    |
| Superpipe  | Queralt Castellet · España    | Kurumi Imai Japón      | Haruna Matsumoto Japón |